# Формула-1 — Гран-прі Франції
Гран-прі Франції (фр. Grand Prix de France) — один з етапів чемпіонату Світу з автоперегонів у класі Формула-1. Був включений у чемпіонат світу Формули-1 з першого сезону 1950 року до 2008 року. В останні роки проведення проходив на автодромі Маньї-Кур. Перший Гран-прі Франції було проведено 26 червня, 1906 року на трасі з доріг загального користування біля Ле-Мана, та став першим Гран-прі в історії автоспорту.

## Історія
Автоперегони у Франції найдавніші у світі. Вони почалися вже наприкінці XIX століття (1894 рік — Париж-Руан, 1895 рік — Париж-Бордо-Париж), но це були не кільцеві перегони. У 1906 році відбулася перша гонка що отримала статус Гран-прі — IX Grand Prix de l´A.C.F. (9-й Великий Приз Автомобільного Клубу Франції) та вважається першим Гран-прі Франції. Гонка проходила біля Ле-Ману, а кожен з 12 кіл був довжиною більше 103 кілометрів.
Через п'ять років, Автомобільний клуб Сарта організував з дозволу АКФ (Автомобільного клуба Франції) перегони, що отримали назву Grand Prix de France. Ці змагання проходили з 1911 року незалежно від перегонів Grand Prix de l'ACF. Останні мали статус вище, бо проводилися не місцевим, а національним автоклубом. Таким чином, до 1968 року французький етап, що входив до чемпіонату світу з Формули-1, мав назву Grand Prix de l'A.C.F., і тільки після передачі прав на проведення етапу від АКФ до Французької федерації автомобільного спорту (FFSA), змагання отримали назву Grand Prix de France.
Гран-прі Франції був присутній у всіх чемпіонатах світу Формули-1, за винятком сезону 1955 року, коли після загибелі глядачів під час перегонів 24 години Ле-Ману, етап скасували під тиском громадськості. У 2008 році можливість проведення Гран-прі Франції була поставлена під сумнів Берні Екклстоуном, однак етап все ж таки пройшов на трасі Невер в останній раз. За офіційною інформацією, скасування етапу у 2009 році було обумовлене фінансовими труднощами FFSA. Починаючи з 2009 року, французький етап Формули-1 не проводився, не дивлячись на активні спроби FFSA знайти новий автодром для Гран-прі.
У 2018 році, Гран-прі Франції повернувся у календар чемпіонату світу з Формули-1.

## Спонсори
- 1988–1993: Rhône-Poulenc Grand Prix de France
- 1998–2004: Mobil 1 Grand Prix de France
- 2005–2007: Allianz Grand Prix de France
- 2018-по теперішній час: Pirelli Grand Prix de France[1]

## Переможці Гран-прі Франції

Маньї-Кур, конфігурація 2003—2008 рр.

Маньї-Кур, конфігурація 1992—2002 рр.

Маньї-Кур, конфігурація 1991 р.

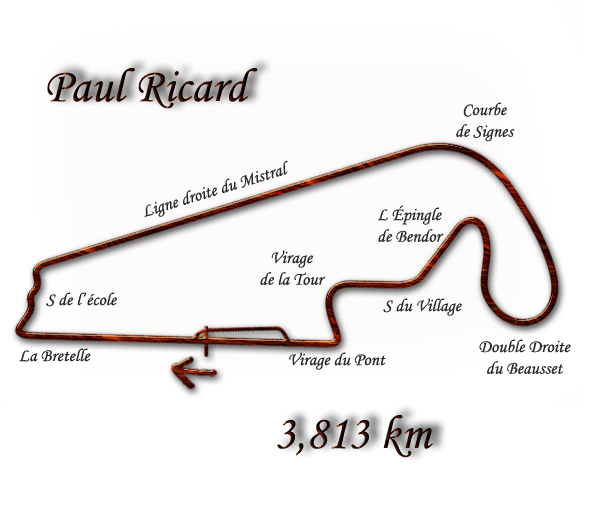
Поль Рікар, конфігурація 1986—1990 рр.

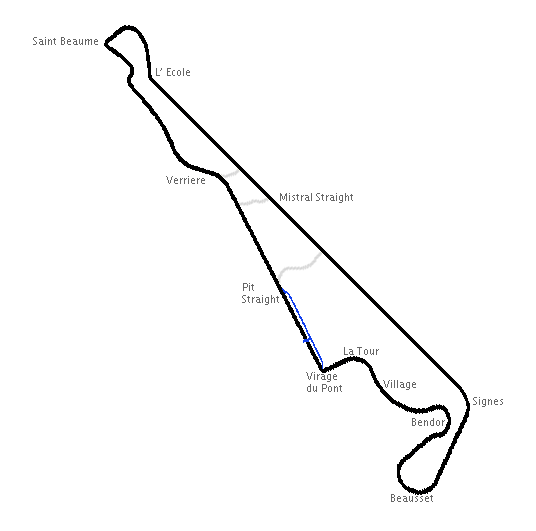
Поль Рікар, конфігурація 1971—1985 рр.

Діжон, чергувався із Поль Рікар в 1974—1984 рр.

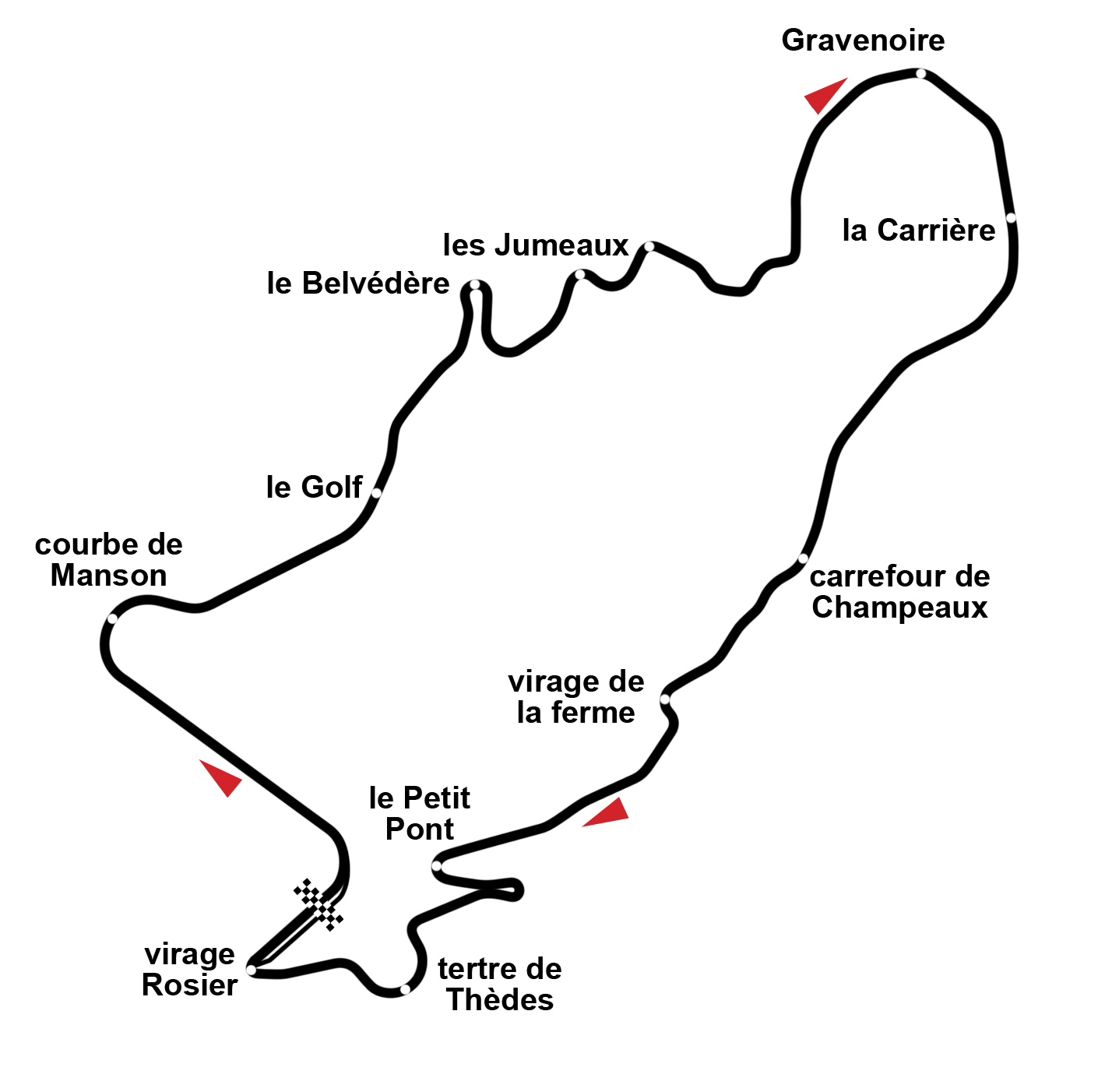
Шарада приймала Гран-прі Франції в 1965, 1969, 1970 і 1972 роках.

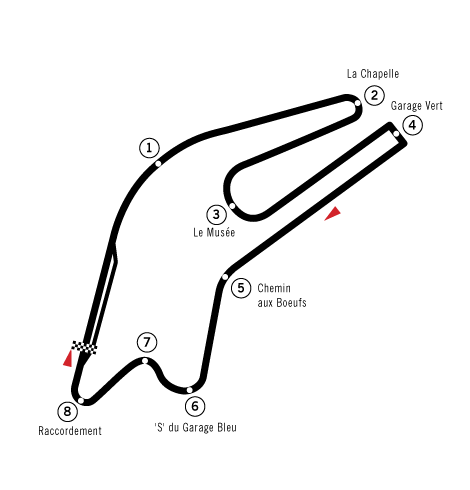
Сарта приймала Гран-прі в 1967.

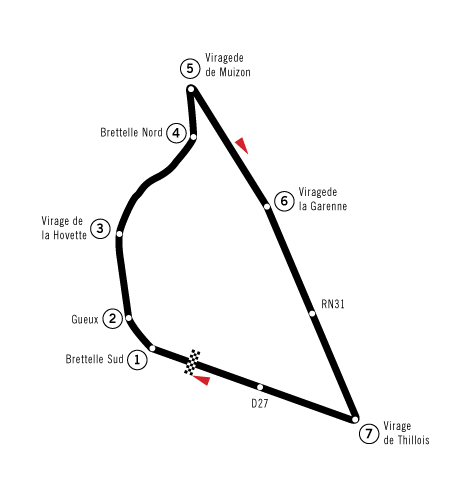
Реймс, конфігурація 1953—1966 рр.

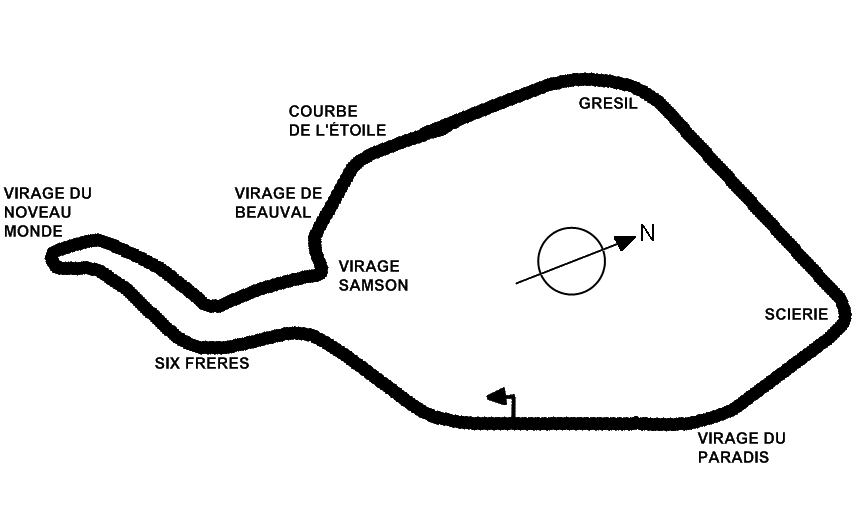
Руан приймав Гран-прі в 1952, 1957, 1962, 1964 і 1968 роках.

Вулична траса в Ліоні 1947 року.

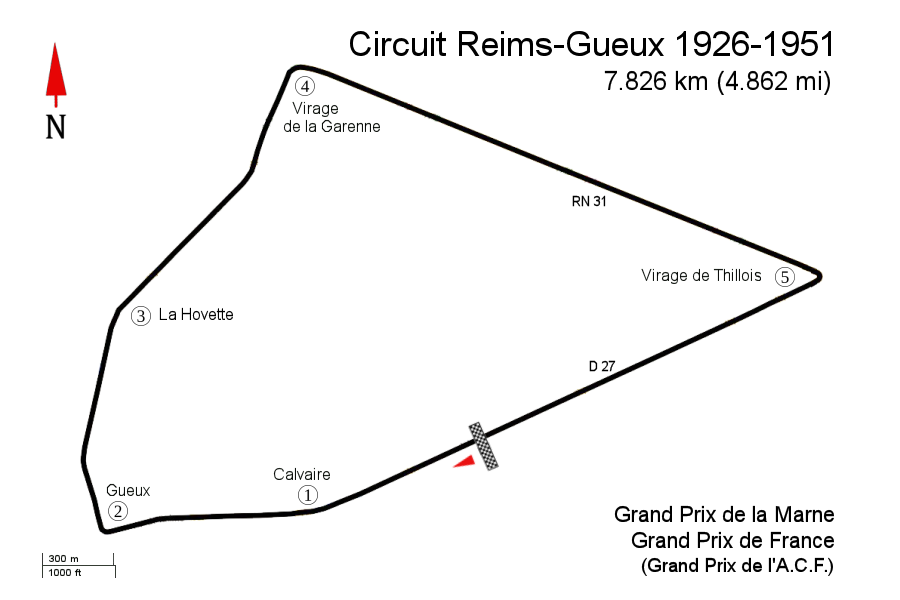
Реймс, конфігурація 1932, 1938, 1939 і 1948—1951 рр.

Монлхері приймав Гран-прі в 1925—1937.

Дорожня траса в Ле-Мані 1906.

### Багаторазові переможці

#### Пілоти
Жирним шрифтом виділені пілоти, які беруть участь в чемпіонаті Формули-1 сезону 2019
Рожевим фоном вказані перегони, які не увійшли до заліку Чемпіонату Світу. Кремовим фоном вказані перегони, які відбулися у довоєнний період.
| Кількість перемог | Пілот                 | Рік                                            |
| ----------------- | --------------------- | ---------------------------------------------- |
| 8                 | Міхаель Шумахер       | 1994, 1995, 1997, 1998, 2001, 2002, 2004, 2006 |
| 6                 | Ален Прост            | 1981, 1983, 1988, 1989, 1990, 1993             |
| 5                 | Луї Широн             | 1931, 1934, 1937, 1947, 1949                   |
| 4                 | Хуан-Мануель Фанхіо   | 1950, 1951, 1954, 1957                         |
| 4                 | Найджел Менселл       | 1986, 1987, 1991, 1992                         |
| 3                 | Джек Бребем           | 1960, 1966, 1967                               |
| 3                 | Джекі Стюарт          | 1969, 1971, 1972                               |
| 2                 | Феліче Наззаро        | 1907, 1922                                     |
| 2                 | Крістіан Лаутеншлагер | 1908, 1914                                     |
| 2                 | Жорж Бойло            | 1912, 1913                                     |
| 2                 | Джузеппе Кампарі      | 1924, 1933                                     |
| 2                 | Роберт Бенуаст        | 1925, 1927                                     |
| 2                 | Вільям Гровер-Вільямс | 1928, 1929                                     |
| 2                 | Жан-П'єр Вімлі        | 1936, 1948                                     |
| 2                 | Майк Хоторн           | 1953, 1958                                     |
| 2                 | Ден Гурні             | 1962, 1964                                     |
| 2                 | Джим Кларк            | 1963, 1965                                     |
| 2                 | Ронні Петерсон        | 1973, 1974                                     |
| 2                 | Нікі Лауда            | 1975, 1984                                     |
| 2                 | Маріо Андретті        | 1977, 1978                                     |
| 2                 | Льюїс Гамільтон       | 2018, 2019                                     |
| 2                 | Макс Ферстаппен       | 2021, 2022                                     |

↑  Луї Широн розділив перемогу в 1931 із Акілле Варці, напарником по Bugatti.

↑  Хуан-Мануель Фанхіо розділив перемогу в 1951 із Луїджи Фаджолі, напарником по Alfa Romeo 159.

#### Конструктори
Жирним шрифтом виділені команди, які беруть участь в чемпіонаті Формули-1 сезону 2019.
Рожевим фоном вказані перегони, яка не увійшли до заліку Чемпіонату Світу. Кремовим фоном вказані перегони, які відбулися у довоєнний період.
| Кількість перемог | Конструктор     | Рік                                                                                                  |
| ----------------- | --------------- | --- |
| 17                | Ferrari         | 1952, 1953, 1956, 1958, 1959, 1961, 1968, 1975, 1990, 1997, 1998, 2001, 2002, 2004, 2006, 2007, 2008 |
| 8                 | Williams        | 1980, 1986, 1987, 1991, 1992, 1993, 1996, 2003                                                       |
| 7                 | Lotus           | 1963, 1965, 1970, 1973, 1974, 1977, 1978                                                             |
| 7                 | Mercedes        | 1908, 1914, 1935, 1938, 1954, 2018, 2019                                                             |
| 6                 | Renault         | 1906, 1979, 1981, 1982, 1983, 2005                                                                   |
| 6                 | Alfa Romeo      | 1924, 1932, 1934, 1948, 1950, 1951                                                                   |
| 6                 | Bugatti         | 1926, 1928, 1929, 1930, 1931, 1936                                                                   |
| 5                 | McLaren         | 1976, 1984, 1988, 1989, 2000                                                                         |
| 4                 | Brabham         | 1964, 1966, 1967, 1985                                                                               |
| 2                 | Fiat            | 1907, 1922                                                                                           |
| 2                 | Peugeot         | 1912, 1913                                                                                           |
| 2                 | Delage          | 1925, 1927                                                                                           |
| 2                 | Maserati        | 1933, 1957                                                                                           |
| 2                 | Talbot-Lago     | 1947, 1949                                                                                           |
| 2                 | Tyrrell         | 1971, 1972                                                                                           |
| 2                 | Benetton        | 1994, 1995                                                                                           |
| 2                 | Red Bull Racing | 2021, 2022                                                                                           |

### По роках
Рожевим фоном вказані перегони, яка не увійшли до заліку Чемпіонату Світу. Кремовим фоном вказані перегони, які відбулися у довоєнний період.
| Рік         | Пілот                              | Конструктор        | Траса          | Звіт           |
| ----------- | ---------------------------------- | ------------------ | -------------- | -------------- |
| 2019        | Льюїс Гамільтон                    | Mercedes           | Поль Рікар     | Звіт           |
| 2018        | Льюїс Гамільтон                    | Mercedes           | Поль Рікар     | Звіт           |
| 2017 – 2009 | Не проводилось                     | Не проводилось     | Не проводилось | Не проводилось |
| 2008        | Феліпе Масса                       | Ferrari            | Маньї-Кур      | Звіт           |
| 2007        | Кімі Ряйкконен                     | Ferrari            | Маньї-Кур      | Звіт           |
| 2006        | Міхаель Шумахер                    | Ferrari            | Маньї-Кур      | Звіт           |
| 2005        | Фернандо Алонсо                    | Renault            | Маньї-Кур      | Звіт           |
| 2004        | Міхаель Шумахер                    | Ferrari            | Маньї-Кур      | Звіт           |
| 2003        | Ральф Шумахер                      | Williams-BMW       | Маньї-Кур      | Звіт           |
| 2002        | Міхаель Шумахер                    | Ferrari            | Маньї-Кур      | Звіт           |
| 2001        | Міхаель Шумахер                    | Ferrari            | Маньї-Кур      | Звіт           |
| 2000        | Девід Култхард                     | McLaren-Mercedes   | Маньї-Кур      | Звіт           |
| 1999        | Гайнц-Гаральд Френтцен             | Jordan-Mugen-Honda | Маньї-Кур      | Звіт           |
| 1998        | Міхаель Шумахер                    | Ferrari            | Маньї-Кур      | Звіт           |
| 1997        | Міхаель Шумахер                    | Ferrari            | Маньї-Кур      | Звіт           |
| 1996        | Деймон Гілл                        | Williams-Renault   | Маньї-Кур      | Звіт           |
| 1995        | Міхаель Шумахер                    | Benetton-Renault   | Маньї-Кур      | Звіт           |
| 1994        | Міхаель Шумахер                    | Benetton-Ford      | Маньї-Кур      | Звіт           |
| 1993        | Ален Прост                         | Williams-Renault   | Маньї-Кур      | Звіт           |
| 1992        | Найджел Менселл                    | Williams-Renault   | Маньї-Кур      | Звіт           |
| 1991        | Найджел Менселл                    | Williams-Renault   | Маньї-Кур      | Звіт           |
| 1990        | Ален Прост                         | Ferrari            | Поль Рікар     | Звіт           |
| 1989        | Ален Прост                         | McLaren-Honda      | Поль Рікар     | Звіт           |
| 1988        | Ален Прост                         | McLaren-Honda      | Поль Рікар     | Звіт           |
| 1987        | Найджел Менселл                    | Williams-Honda     | Поль Рікар     | Звіт           |
| 1986        | Найджел Менселл                    | Williams-Honda     | Поль Рікар     | Звіт           |
| 1985        | Нельсон Піке                       | Brabham-BMW        | Поль Рікар     | Звіт           |
| 1984        | Нікі Лауда                         | McLaren-TAG        | Діжон          | Звіт           |
| 1983        | Ален Прост                         | Renault            | Поль Рікар     | Звіт           |
| 1982        | Рене Арну                          | Renault            | Поль Рікар     | Звіт           |
| 1981        | Ален Прост                         | Renault            | Діжон          | Звіт           |
| 1980        | Алан Джонс                         | Williams-Ford      | Поль Рікар     | Звіт           |
| 1979        | Жан-П'єр Джабуїл                   | Renault            | Діжон          | Звіт           |
| 1978        | Маріо Андретті                     | Lotus-Ford         | Поль Рікар     | Звіт           |
| 1977        | Маріо Андретті                     | Lotus-Ford         | Діжон          | Звіт           |
| 1976        | Джеймс Гант                        | McLaren-Ford       | Поль Рікар     | Звіт           |
| 1975        | Нікі Лауда                         | Ferrari            | Поль Рікар     | Звіт           |
| 1974        | Ронні Петерсон                     | Lotus-Ford         | Діжон          | Звіт           |
| 1973        | Ронні Петерсон                     | Lotus-Ford         | Поль Рікар     | Звіт           |
| 1972        | Джекі Стюарт                       | Tyrrell-Ford       | Шарада         | Звіт           |
| 1971        | Джекі Стюарт                       | Tyrrell-Ford       | Поль Рікар     | Звіт           |
| 1970        | Йохен Ріндт                        | Lotus-Ford         | Шарада         | Звіт           |
| 1969        | Джекі Стюарт                       | Matra-Ford         | Шарада         | Звіт           |
| 1968        | Джекі Ікс                          | Ferrari            | Руан           | Звіт           |
| 1967        | Джек Бребем                        | Brabham-Repco      | Сарта          | Звіт           |
| 1966        | Джек Бребем                        | Brabham-Repco      | Реймс          | Звіт           |
| 1965        | Джим Кларк                         | Lotus-Climax       | Шарада         | Звіт           |
| 1964        | Ден Гурні                          | Brabham-Climax     | Руан           | Звіт           |
| 1963        | Джим Кларк                         | Lotus-Climax       | Реймс          | Звіт           |
| 1962        | Ден Гурні                          | Porsche            | Руан           | Звіт           |
| 1961        | Джанкарло Багетті                  | Ferrari            | Реймс          | Звіт           |
| 1960        | Джек Бребем                        | Cooper-Climax      | Реймс          | Звіт           |
| 1959        | Тоні Брукс                         | Ferrari            | Реймс          | Звіт           |
| 1958        | Майк Хоторн                        | Ferrari            | Реймс          | Звіт           |
| 1957        | Хуан-Мануель Фанхіо                | Maserati           | Руан           | Звіт           |
| 1956        | Пітер Коллінз                      | Ferrari            | Реймс          | Звіт           |
| 1955        | Не проводилось                     | Не проводилось     | Не проводилось | Не проводилось |
| 1954        | Хуан-Мануель Фанхіо                | Mercedes           | Реймс          | Звіт           |
| 1953        | Майк Хоторн                        | Ferrari            | Реймс          | Звіт           |
| 1952        | Альберто Аскарі                    | Ferrari            | Руан           | Звіт           |
| 1951        | Луїджи Фаджолі Хуан-Мануель Фанхіо | Alfa Romeo         | Реймс          | Звіт           |
| 1950        | Хуан-Мануель Фанхіо                | Alfa Romeo         | Реймс          | Звіт           |
| 1949        | Луї Широн                          | Talbot-Lago        | Реймс          |                |
| 1948        | Жан-П'єр Вімлі                     | Alfa Romeo         | Реймс          |                |
| 1947        | Луї Широн                          | Talbot-Lago        | Ліон           |                |
| 1946 – 1940 | Не проводилось                     | Не проводилось     | Не проводилось | Не проводилось |
| 1939        | Герман Паул Мюллер                 | Auto Union         | Реймс          |                |
| 1938        | Манфред фон Браучіч                | Mercedes           | Реймс          |                |
| 1937        | Луї Широн                          | Talbot             | Монлхері       |                |
| 1936        | Жан-П'єр Вімлі Раймонд Соммер      | Bugatti            | Монлхері       |                |
| 1935        | Рудольф Караччіола                 | Mercedes-Benz      | Монлхері       |                |
| 1934        | Луї Широн                          | Alfa Romeo         | Монлхері       |                |
| 1933        | Джузеппе Кампарі                   | Maserati           | Монлхері       |                |
| 1932        | Таціо Нуволарі                     | Alfa Romeo         | Реймс          |                |
| 1931        | Луї Широн Акілле Варці             | Bugatti            | Монлхері       |                |
| 1930        | Філіп Етсалін                      | Bugatti            | По             |                |
| 1929        | Вільям Гровер-Вільямс              | Bugatti            | Ле-Ман         |                |
| 1928        | Вільям Гровер-Вільямс              | Bugatti            | Сен-Годан      |                |
| 1927        | Роберт Бенуаст                     | Delage             | Монлхері       |                |
| 1926        | Жюль Гус                           | Bugatti            | Мірамас        |                |
| 1925        | Роберт Бенуаст Альберт Діво        | Delage             | Монлхері       |                |
| 1924        | Джузеппе Кампарі                   | Alfa Romeo         | Ліон           |                |
| 1923        | Генрі Сегрів                       | Sunbeam            | Тур            |                |
| 1922        | Феліче Наззаро                     | Fiat               | Страсбург      |                |
| 1921        | Джиммі Мерфі                       | Duesenberg         | Ле-Ман         |                |
| 1920 – 1915 | Не проводилось                     | Не проводилось     | Не проводилось | Не проводилось |
| 1914        | Крістіан Лаутеншлагер              | Mercedes           | Ліон           |                |
| 1913        | Жорж Бойло                         | Peugeot            | Ам'єн          |                |
| 1912        | Жорж Бойло                         | Peugeot            | Дьєпп          |                |
| 1911 – 1909 | Не проводилось                     | Не проводилось     | Не проводилось | Не проводилось |
| 1908        | Крістіан Лаутеншлагер              | Mercedes           | Дьєпп          |                |
| 1907        | Феліче Наззаро                     | Fiat               | Дьєпп          |                |
| 1906        | Ференц Шиш                         | Renault            | Ле-Ман         |                |

1. ↑  Pirelli becomes title sponsor of Formula 1 2018 Grand Prix de France. Formula1.com. Formula One World Championship Limited. Архів оригіналу за 4 липня 2018. Процитовано 4 липня 2018.(англ.)